# Hyphodontia sambuci
Hyphodontia sambuci es un basidiomiceto fungico patógeno, especialmente grande.
Es resupinado, formando una estructura muy delgada, blanca, pruinosa (como harina) o como tiza en aspecto. No es comestible. También crece en ramificaciones muertas, pero todavía colgando de ramas de Fraxinus, Berberis, Nothofagus, Ulmus, Populus, Hedera, Ribes, Symphoricarpos y, raramente, en coníferas como Cryptomeria.